# William Arntz
William Arntz és un productor, director i guionista estatunidenc.

## Biografia
William Arntz es va graduar en enginyeria el 1972 i després va començar la seva primera feina com a co-desenvolupador de sistemes d'armes làser. Després de dos anys es va fer la seva primera time out, va viatjar durant un temps i el 1974 va produir Beat the Deva, una pel·lícula d'animació de 60 minuts a Boston amb un amic de molt temps.
El 1980 es va traslladar a Califòrnia, on esperava seguir una carrera al cinema. A finals dels anys 80, sense molta experiència emprenedora, va aconseguir desenvolupar el programari AutoSys, que després es va utilitzar, entre altres coses, ha treballat per Merrill Lynch, NASA, Sun Microsystems, Cisco i Boeing.
El 1995, Arntz va vendre la seva empresa i només va produir la seva següent pel·lícula una dècada més tard, I tu, què saps?, amb Betsy Chasse i Marck Vicente.

## Filmografia
- 1980 – Beat the Deva (director, guionista i productor)
- 2000 – Clouds (productor)
- 2004 – I tu, què saps? (director, guionista i productor)
- 2006 – What the Bleep! Down the Rabbit Hol] (versió ampliada per DVD)
- 2010 – GhettoPhysics: Will the Real Pimps and Hos Please Stand Up (director, guionista i productor)